# Мельник Юрій Володимирович (солдат)
Ю́рій Володи́мирович Ме́льник (солдат) — солдат Збройних сил України, частина у мирний час базується на території Житомирської області.

## Нагороди
31 жовтня 2014 року за особисту мужність і героїзм, виявлені у захисті державного суверенітету та територіальної цілісності України, вірність військовій присязі під час російсько-української війни, відзначений — нагороджений орденом «За мужність» III ступеня.